# Peter Singer
Peter Albert David Singer (Melbourne, 6 juli 1946) is een Australisch filosoof. Hij is hoogleraar bio-ethiek aan Princeton (leerstoel Ira W. DeCamp Professor of Bioethics) en Laureate Professor aan het Centre for Applied Philosophy and Public Ethics.
Singer is gespecialiseerd in toegepaste ethiek. Hij benadert ethische kwesties vanuit een invalshoek van voorkeurs-utilitarisme en atheïsme. In 1996 kwam hij onsuccesvol uit bij de senaatsverkiezingen voor de groene partij Australian Greens in Australië. In 2004 werd hij verkozen tot humanist van het jaar door de Council of Australian Humanist Societies, een Australische humanistische organisatie.
Buiten academische kringen dankt Singer zijn bekendheid aan zijn boek Animal Liberation (dierenbevrijding), dat wordt beschouwd als een toetssteen voor het dierenrechtenactivisme. Niet alle dierenrechtenactivisten delen deze mening echter, en Singer zelf heeft ook gezegd dat de media het statuut van dit werk overschatten. Dit werk en zijn mening over andere kwesties in de bio-ethiek trekken regelmatig aandacht, maar zijn ook onderwerp van debat.
Hij geldt als een van de meest vooraanstaande hedendaagse Australische denkers.

## Animal Liberation
Singers boek Animal Liberation (1975) wordt beschouwd als een van de toonaangevende werken op het gebied van dierenrechten, en heeft invloed gehad op vele dierenrechtenactivisten. Het centrale argument van het boek vertrekt van het klassieke utilistische idee dat het grootste geluk voor het grootste aantal de enige maatstaf is voor goed of ethisch handelen, dat Singer dan wil uitbreiden naar andere dieren naast de mens. Volgens Singer is er geen gegronde reden waarom we deze maatstaf niet op andere dieren kunnen of moeten toepassen. Hij gebruikt in dit verband de term speciesisme (die hij overneemt van Richard Ryder), om de praktijk te beschrijven van het voortrekken van leden van de eigen soort (species) boven de andere diersoorten.

## Toegepaste ethiek
Singers meest omvattende werk, Practical Ethics (praktische ethiek), is een gedetailleerde analyse van de belangen van verschillende levende wezens en hoe deze zich tot elkaar verhouden. Hij beschrijft zijn utilitaristisch principe van gelijke afweging van belangen (equal consideration of interests) en hoe dit uitgangspunt niet noodzakelijk leidt tot een gelijke behandeling van alle levende wezens (dat wil zeggen: wezens met belangen en behoeften), aangezien verschillende belangen of verlangens, een andere behandeling mogelijk maken. Zo hebben bijvoorbeeld wel alle wezens een belang bij de afwezigheid van pijn, maar dit is niet zo uniform op het vlak van de behoefte om zijn talenten te cultiveren.
Naast het feit dat dit principe een verschillende behandeling van verschillende behoeftes rechtvaardigt, legitimeert het ook een verschillende behandeling van dezelfde belangen in het geval van diminishing marginal utility. Met deze term, oorspronkelijk uit de economie, doelt Singer op het proces waarbij men één persoon helpt, en dus zijn geluk laat stijgen, zonder dat anderen hier in gelijke mate nadeel bij hebben. Een voorbeeld hiervan is het geval waarbij een uitgehongerd persoon voorrang krijgt op een ander persoon die weliswaar ook honger heeft, maar in mindere mate.
Practical Ethics is geen louter abstract en academisch werk. Singer probeert ook concrete "praktische" oplossingen te bieden voor maatschappelijke problemen. Zo bevat het ook een hoofdstuk waarin Singer pleit voor een herverdeling van de rijkdom om de absolute armoede te bestrijden (Hoofdstuk 8, Rich and Poor) en vervolgens ook nog een hoofdstuk rond het probleem van immigratie en vluchtelingen in de geïndustrialiseerde landen (hoofdstuk 9, Insiders and Outsiders).
Ondanks dat de natuurlijke, dode omgeving geen intrinsieke waarde heeft voor een utilitarist als Singer, vormt milieuvervuiling volgens Singer wel een groot gevaar voor het bewuste leven. Daarom steunt Singer ook de ecologisten en zelfs hun opvatting dat de natuur moet gezien worden als een 'werelderfgoed'. Bescherming van het milieu dient immers de behoeften en noden van levende wezens.

### Singers visie op abortus

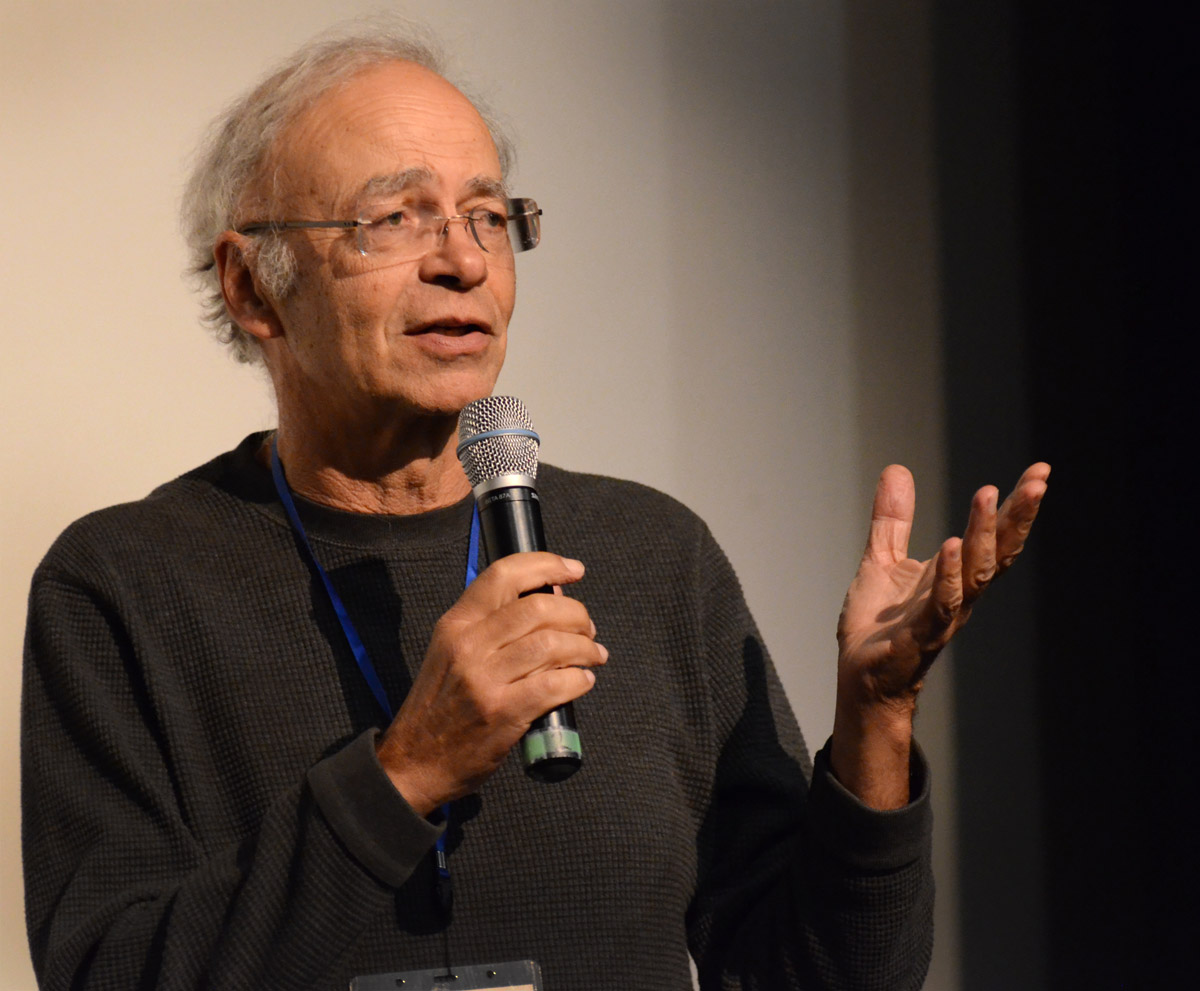
Peter Singer op een conferentie over effectief altruïsme in 2015

In overeenstemming met zijn algemene ethische theorie stelt Singer dat het recht te leven intrinsiek verbonden is met de capaciteit van een wezen om voorkeuren te hebben, die op haar beurt verbonden is met de capaciteit van een wezen om pijn en plezier te voelen. Vervolgens analyseert hij het klassieke syllogisme dat tegen abortus pleit:
Het is verkeerd een onschuldig mens te doden.
Een menselijke foetus is een mens.
Aldus is het fout om een menselijke foetus te vermoorden.
In zijn boek Rethinking Life and Death (Tussen Dood en Leven), alsook in zijn eerder aangehaald werk Practical Ethics, beweert Singer dat als we de premissen aannemen, de redenering geheel correct is. Een vaak voorkomende kritiek echter bestaat uit een aanval op de tweede premisse waarbij men beweert dat de foetus nog geen mens is. Singer wijst deze kritiek echter af als foutief door te wijzen op het feit dat de menselijke ontwikkeling een gradueel proces is en het praktisch onmogelijk is om te zeggen waar de exacte overgang naar het menselijk leven begint.
Singers argument vóór abortus verschilt van de traditionele argumenten doordat hij in plaats van de tweede premisse aan te vallen, zich vooral fixeert op de eerste premisse, waarbij hij dus ontkent dat het noodzakelijk fout is een onschuldig leven te beëindigen. Hij schrijft:
| "[The argument that a fetus is not alive] is a resort to a convenient fiction that turns an evidently living being into one that legally is not alive. Instead of accepting such fictions, we should recognise that the fact that a being is human, and alive, does not in itself tell us whether it is wrong to take that being's life." | "[Het argument dat een foetus niet levend is], is een toevlucht tot een handige fictie dat een onmiskenbaar levend wezen verandert in één dat wettelijk niet in leven is. In plaats van zulke ficties te accepteren, zouden we moeten erkennen dat het feit op zich dat een wezen leeft en menselijk is, ons niet vertelt of het fout is om dat leven te beëindigen." |

In plaats daarvan stelt Singer een utilitaristische benadering voor: men moet de argumenten voor of tegen abortus baseren op utilistische berekeningen die de voorkeuren van de vrouw tegen de voorkeuren van de foetus afweegt. Singer definieert een voorkeur als iets dat men wil bereiken of net wil vermijden; waarbij alle positieve en negatieve gevolgen voor een wezen direct overeenkomen met de bevrediging of onthouding van een of meer van zijn voorkeuren of behoeftes. Aangezien de capaciteit om pijn of genot te voelen de voorwaarde bij uitstek is voor elke voorkeur of elk behoefte, en een foetus, ten minste tot de achttiende week van de zwangerschap, de capaciteit ontbreekt om pijn of genot te voelen, is het niet mogelijk voor zo'n foetus om bepaalde behoeftes, voorkeuren of belangen te hebben. Aldus is er volgens de utilistische berekeningen, geen reden om tegen abortus te zijn en is het moreel verantwoord.

### Singers visie op wereldarmoede
In Famine, Affluence, and Morality (Hongersnood, rijkdom, en de moraal), een van de bekendste essays van Singer, stelt hij dat de huidige situatie rond armoede moreel onverantwoord is: sommige mensen leven in de grootste armoede, terwijl anderen de grootste overvloed en spilzucht vertonen. Singer stelt voor dat iedereen die in staat is de armen te helpen een deel van zijn inkomen zou moeten doneren aan goede doelen om zo de armoede terug te dringen. Singer argumenteert dat, wanneer men toch al een comfortabel leven leidt, een verdere poging om dit comfort te verhogen, verbleekt tegenover het moreel gewicht dat uitgaat van het redden van een ander persoon (uit de armoede) door dit geld aan hem of haar te geven. Zelf doneert Singer steeds 25 procent van zijn inkomen aan Oxfam en UNICEF.. In Rich and Poor, de versie uit de tweede editie van het eerder genoemde werk Practical Ethics, zet hij het als volgt uiteen:
| "If we can prevent something bad without sacrificing anything of comparable significance, we ought to do it; absolute poverty is bad; there is some poverty we can prevent without sacrificing anything of comparable moral significance; therefore we ought to prevent some absolute poverty." | "Als we iets slechts kunnen voorkomen zonder dat wij ook maar iets van gelijke waarde moeten opofferen, zijn we verplicht dit te doen; absolute armoede is een slechte zaak; er bestaat armoede die wij kunnen voorkomen zonder ook maar iets met een even groot moreel gewicht te moeten opofferen; aldus zijn wij verplicht om deze absolute armoede te bestrijden en te voorkomen." |

In een van zijn recentste publicaties, The Life You Can Save (Het leven dat je kan redden), werkt Singer het argument uit dat het een duidelijke morele plicht is voor burgers van een ontwikkeld land om meer te geven aan goede doelen. Ondanks dat Singer erkent dat er bepaalde problemen bestaan rond de efficiëntie, en er steeds twijfels zijn of het geld wel bij de juiste mensen terechtkomt, is hij niet van mening dat deze praktische moeilijkheden en bezwaren zijn originele conclusie ondermijnen (dat de mens zich veel harder moet inspannen om de armoede te bestrijden).

### Overbevolking
Een verwant onderwerp dat hij onder de aandacht van zijn publiek tracht te brengen is het probleem van de mondiale overbevolking. Wereldwijd geeft hij hierover lezingen onder de titel Too Many people? Ethics and Population in the 21st Century  Doorbreken van het taboe rond de overbevolking ziet hij als de enige manier om honger de wereld uit te helpen en klimaatveranderingen tegen te gaan. Regeringen en non-profit organisaties zouden dit probleem moeten meenemen bij maatregelen tegen honger of klimaatverandering.
Beperken van de bevolkingsgroei zou beter zijn voor arme en overbevolkte gebieden. Niet alleen voor inwoners, maar ook voor de biodiversiteit en ook voor het aanpakken van de klimaatverandering.

### Effectief altruïsme
Peter Singer is mede de grondlegger van de ethische beweging Effectief altruïsme, uiteengezet in zijn boek Effectief altruïsme. De beweging pleit voor het gebruik van bewijsmateriaal (“evidence”) en rationele overwegingen om de meest effectieve manieren te bepalen om voor anderen “het goede” te doen.